# Prothoe borneensis
Prothoe borneensis är en fjärilsart som beskrevs av Hans Fruhstorfer 1913. Prothoe borneensis ingår i släktet Prothoe och familjen praktfjärilar. Inga underarter finns listade i Catalogue of Life.